# 阿克塞爾·V·約翰內森
阿克塞爾·威廉松·約翰內森（1972年11月8日—），是一名法羅群島政治家、社會民主黨黨員，現任法罗群岛總理。